# English Graffiti
English Graffiti è il terzo album in studio del gruppo indie rock britannico The Vaccines, pubblicato nel 2015.

## Tracce
1. Handsome – 2:20
2. Dream Lover – 3:45
3. Minimal Affection – 3:59
4. 20/20 – 3:08
5. (All Afternoon) In Love – 3:54
6. Denial – 3:01
7. Want You So Bad – 4:18
8. Radio Bikini – 2:06
9. Maybe I Could Hold You – 3:10
10. Give Me A Sign – 3:33
11. Undercover – 2:00

## Formazione
- Justin Young — voce, chitarra
- Freddie Cowan — chitarra
- Arni Arnason — basso
- Pete Robertson — batteria